# Helicoidea
Helicoidea je taksonomska nadfamilija kopnenih puževa koji dišu vazduh, kopnenih pulmonatnih gastropodnih mekušaca u kladi Stylommatophora.

## Taksonomija
Buše et al. 2017 nomenkclatura pruža savremeni sistem Helicoidea. Sistem je u nekim delovima preliminaran, jer su se autori oslanjali na neobjavljenu (od 2023. godine) filogenosku studiju, koja nije obuhvatila sve taksone Novog sveta. Oni su klasifikovali Epiphragmophoridae, Helminthoglyptidae, Humboldtianidae, Monadeniidae i Xanthonychidae (provizorno i Lysinoidae i Echinichidae) kao potfamilije poslednjeg taksona, jer među njima nema dubokih podela u citiranoj neobjavljenoj studiji (vidi i Koene & Schulenburg 2005).
Cepolidae, Labyrinthidae i Thysanophoridae sačinjavaju sestrinsku grupu preostalih Helicoidea.
- Cepolidae Ihering, 1909
- Labyrinthidae Borrero, Sei, Robinson & Rosenberg, 2017
- Thysanophoridae Pilsbry, 1926
- Camaenidae Pilsbry, 1895
- Polygyridae Pilsbry, 1895
- Helicidae Rafinesque, 1815
- Elonidae Gittenberger, 1977
- Trissexodontidae H. Nordsieck, 1987
- Helicodontidae Kobelt, 1904
- Sphincterochilidae Zilch, 1960
- Geomitridae C. Boettger, 1909
- Canariellidae Schileyko, 1991
- Hygromiidae Tryon, 1866
- Pleurodontidae Ihering, 1912
- Trichodiscinidae H. Nordsieck, 1987
- Xanthonychidae Strebel & Pfeffer, 1879
  - Echinichinae F. G. Thompson & Naranjo-Garcia, 2012
  - Lysinoinae Hoffmann, 1928
  - Monadeniinae H. Nordsieck, 1987
  - Humboldtianinae Pilsbry, 1939
  - Helminthoglyptinae Pilsbry, 1939
  - Epiphragmophorinae Hoffmann, 1928
  - Xanthonychinae Strebel & Pfeffer, 1879